# Station Villefranche-du-Périgord
Station Villefranche-du-Périgord is een spoorwegstation in de Franse gemeente Villefranche-du-Périgord.
Het station wordt bediend door de treinen van de TER Aquitaine op de verbinding Périgueux - Agen.